# Myra McQueen
Myra Celestina Philomena Portia McQueen es un personaje ficticio de la serie de televisión británica Hollyoaks, interpretada por la actriz Nicole Barber-Lane desde el 19 de junio del 2006, hasta el 5 de septiembre del 2013. El 31 de enero del 2014 Nicole regresó brevemente a la serie y regresó de forma permanente el 12 de septiembre del 2014.

## Biografía
En el 2008 Myra descubre que Niall Rafferty en realidad era el hijo biológico que había dado en adopción y que Niall había sido el responsable de haberla acusado a la policía de fraude, haber atacado a Nana McQueen la madre de Myra y haber lastimado a sus hijas a Michaela McQueen inyectándola con heroína y haber empujado a Tina de las escaleras mientras estaba embarazada. Niall secuestra a todos sus hermanos y a Myra y le dice que le hará seis preguntas y por cada una que conteste mal uno de sus hijos morirá, Myra contesta dos incorrectamente y Niall la obliga a escoger que hijo morirá. Myra escoge a Jacqui y a Carmel diciendo que John Paul y Michaela aún eran jóvenes, que Tina acababa de tener un hijo y Mercedes escapa; sin embargo Niall se distrae y detona la bomba lo que ocasiona que Tina muera y poco después Niall se suicida a Myra le cuesta trabajo que sus hijas la perdonen pero finalmente se reconcilia con Jacqui y Carmel.
En el 2012 cuando un cultivo de cannabis es descubierto en la propiedad de su sobrino Bart McQueen, Myra miente y dice que es suya para evitar que Bart sea arrestado por lo que es arrestada y encarcelada a pasar 6 meses en prisión.